# Westbau

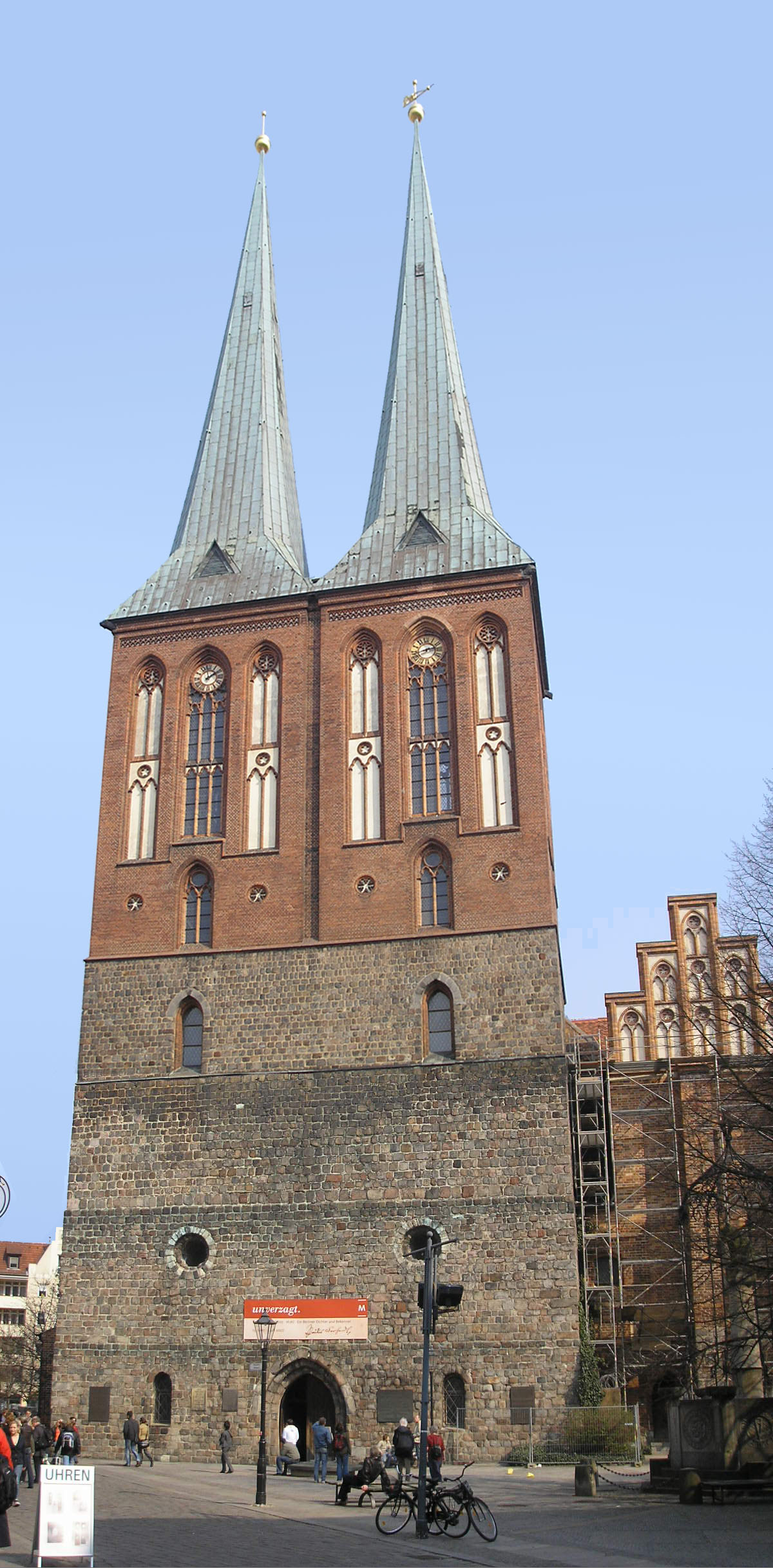
Westbau della Nikolaikirche di Berlino (con una moderna aggiunta in mattoni)

Col nome di westbau, letteralmente edificio ovest, nell'ambito storico-artistico si indicano strutture rettangolari trasversali simili a torri all'estremità ovest di una chiesa, molto ricorrenti soprattutto nell'architettura romanica e gotica tedesca. Questo termine è generico ed è usato per riassumere architetture simili ma più specifiche come il westwerk, westriegel, doppelturmfassade, westtürme e altri "edifici a ovest" che non rientrano in nessuna di queste categorie.
Anche una forma specifica di campanile costruito all'estremità ovest di chiese nella Germania orientale è chiamata Märkischer Westbau.

## Caratteristiche
Lo storico dell'arte e dell'architettura Ernst Badstübner descrive i westbau a est dell'Elba come "strutture trasversali a forma di scatola che - poste sul lato ovest di fronte alle lunghe navate laterali - prendono il posto di una facciata a torre, ma somigliano piuttosto a una casa, che può essere descritta al meglio come una torre". I westbau hanno in genere la larghezza della navata, ma in alcuni casi sono anche più larghi, come in alcune chiese nell'area della Uckermark. L'eccesso di larghezza del westbau rispetto alle navate è comunque più diffuso nelle chiese cittadine che nelle chiese di campagna.
Spesso il westbau viene confuso col westwerk o con il westriegel. Poiché la caratteristica più importante dei westwerk è quella di sottolineare la chiesa come sede principesca, i westwerk non possono connotare le chiese parrocchiali. Dato che il fiume Elba segnava il confine orientale dell'impero carolingio, non possono essere esistiti westwerk in senso stretto a est del fiume, ma solo westbau. Anche dal punto di vista cronologico le due costruzioni non collimano, sebbene siano simili dal punto di vista tipologico: la costruzione dei westwerk inizia dall'XI secolo in poi, mentre i westbau almeno dalla metà del XII Secolo, soprattutto nel XIII secolo.
Nell'Altmark e nell'area del Brandeburgo, i westbau compaiono sia nelle chiese dei villaggi che in quelli delle città e sono generalmente fatti di blocchi di granito. I westbau delle chiese cittadine differiscono da quelli delle chiese di campagna solo per le loro dimensioni maggiori e solo in casi eccezionali per una forma più differenziata (es. la Marienkirche a Prenzlau). Gli esempi urbani risalgono principalmente al XIII secolo, soprattutto alla metà del secolo, ovvero il periodo di fondazione della maggior parte delle città del Brandeburgo. I westbau si diffondono anche nelle chiese dei villaggi nel XIV-XVI secolo, in pietra a vista o muratura mista pietra-mattoni.
Nel Brandeburgo, così come nella Pomerania occidentale meridionale e nell'Elba-Havel della Sassonia-Anhalt, si individuano circa cinquanta westbau su chiese parrocchiali nelle città e nelle città-mercato. Le eccezioni sono la cattedrale di Havelberg e la chiesa del monastero di Stolpe. Le chiese dipendenti da un monastero in genere non erano dotate di grandi westbau, ma non è ancora chiaro il perché.
Durante il periodo gotico, furono costruiti westbau in vari luoghi, che, nonostante la facciata monumentale, spesso torreggiavano solo leggermente sulla navata e ai quali si aggiungevano a volte una torre, a volte due torri.

## Westbauromanici

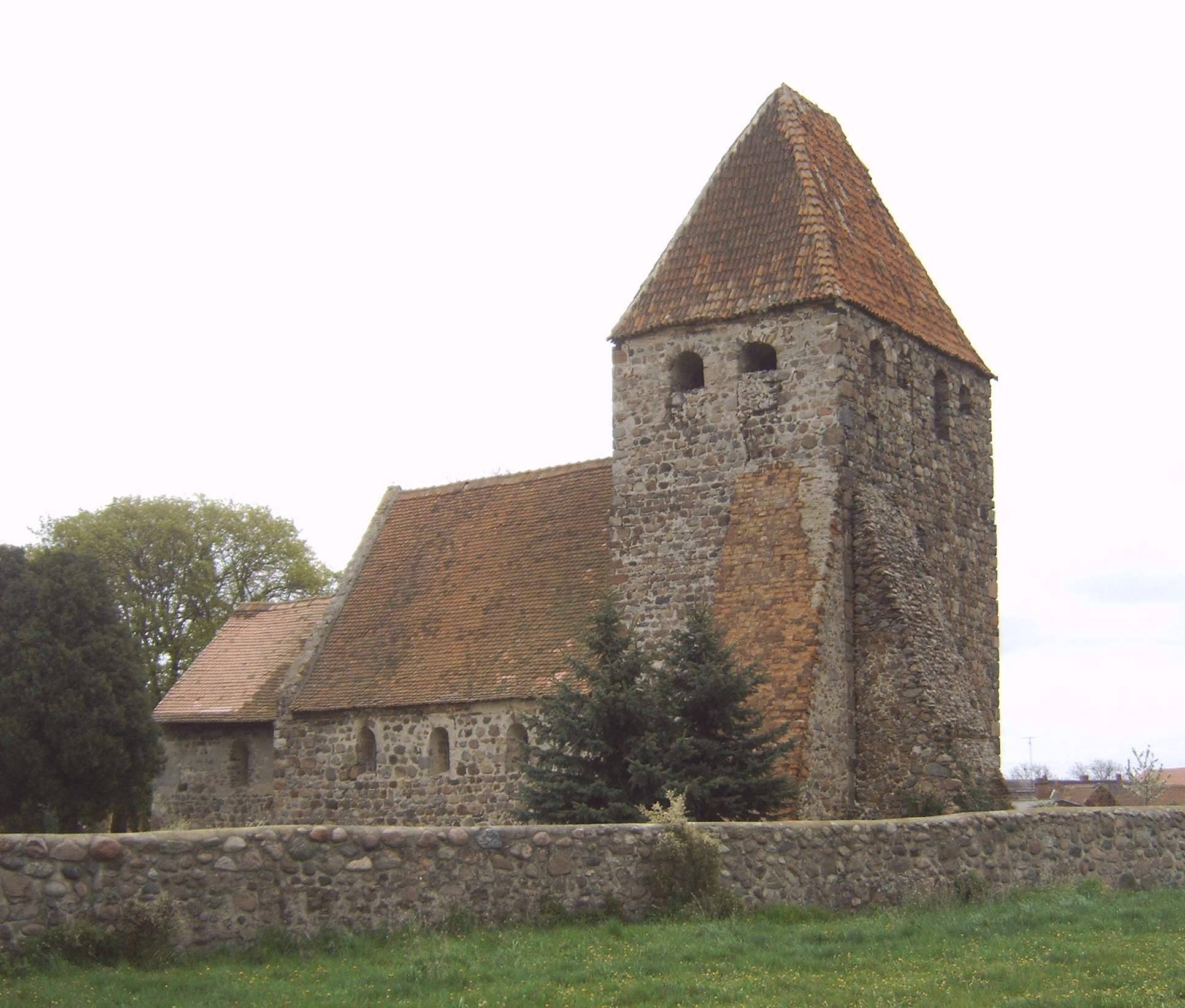
Chiesa del villaggio di Buchholz vicino a Stendal, nell'Altmark
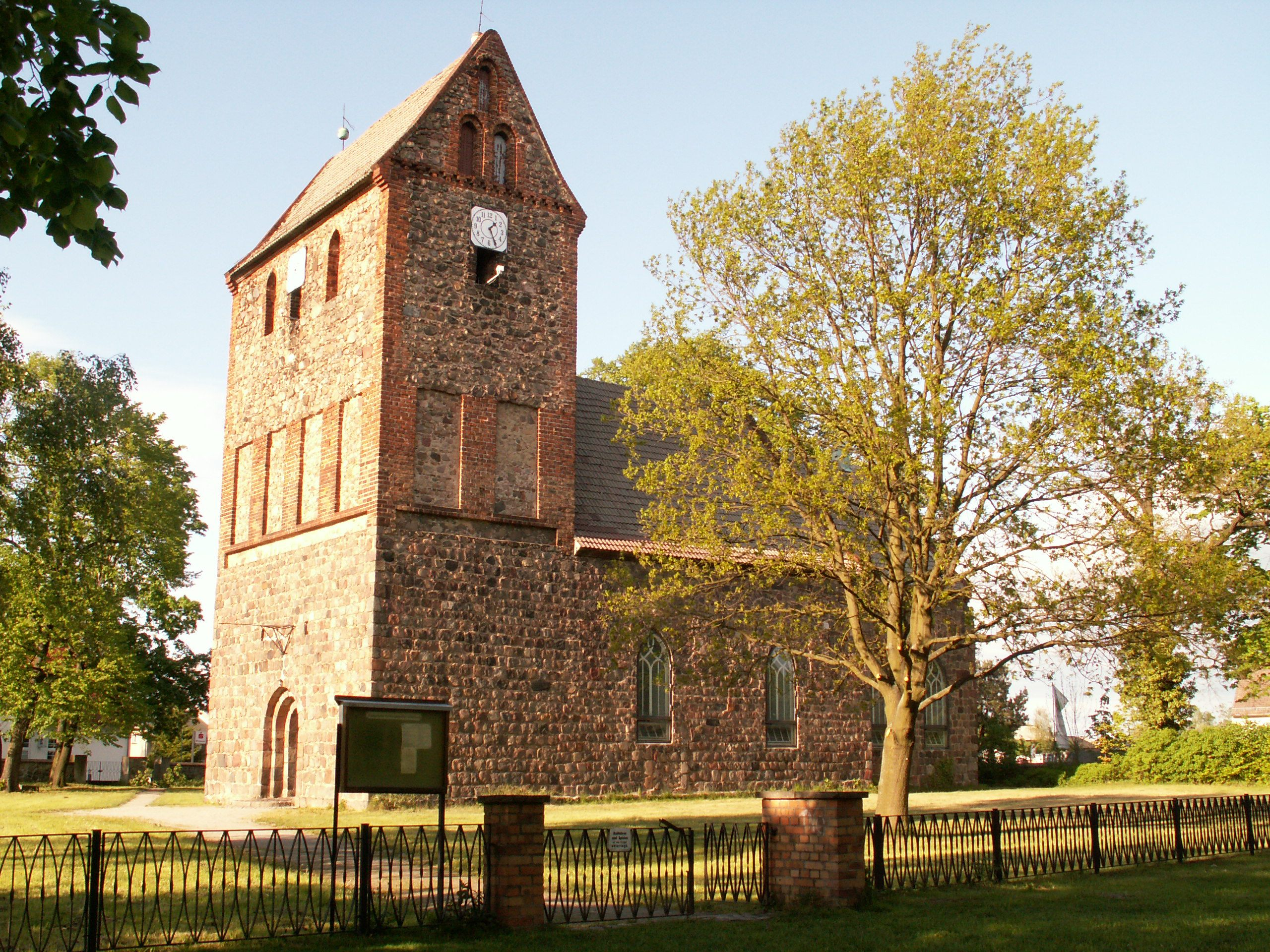
Westbau della chiesa del villaggio di Lindenberg a est di Berlino
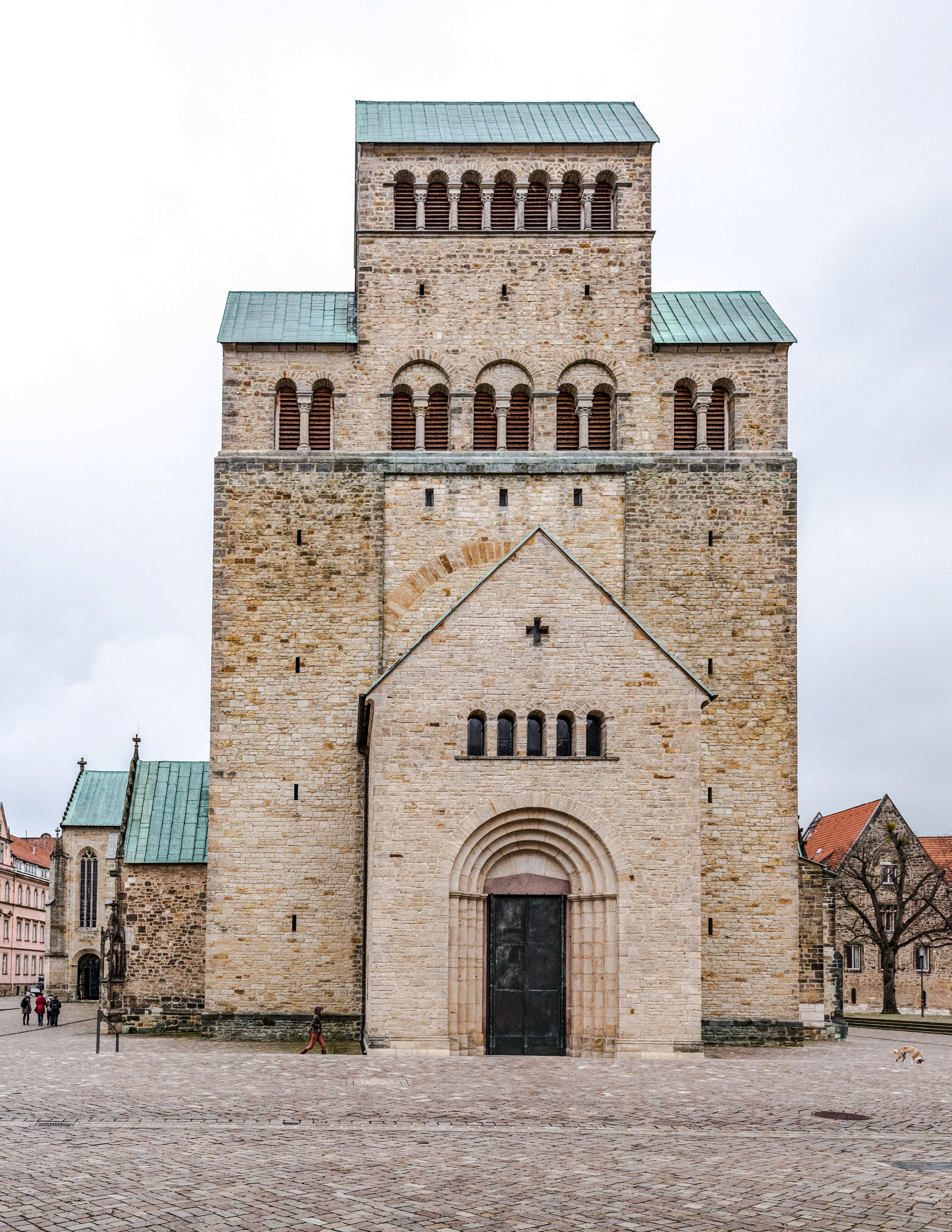
Westbau della cattedrale di Hildesheim, ricostruito dopo la seconda guerra mondiale su modello di quello del duomo di Minden.
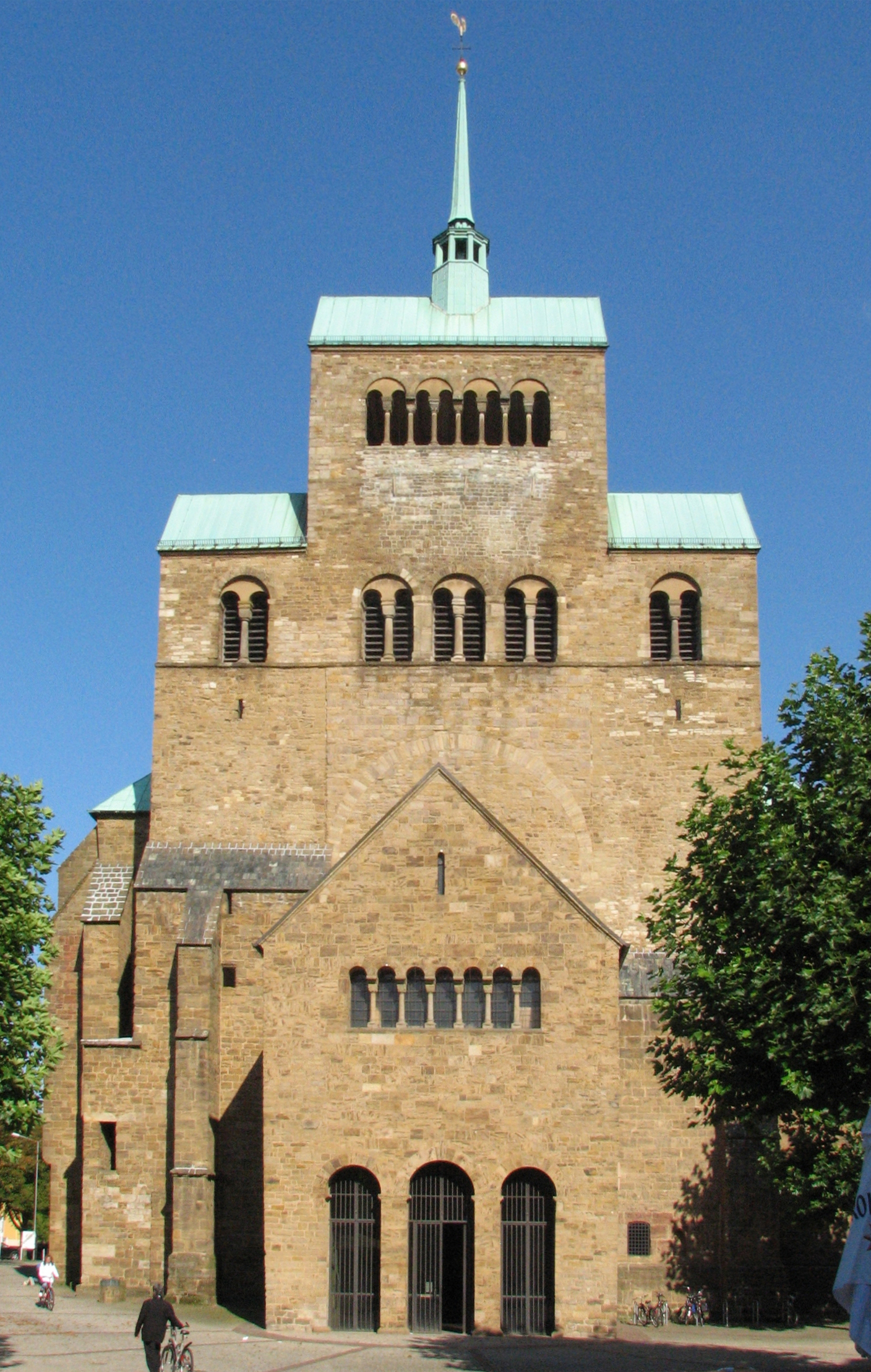
Westbau del duomo di Minden

## Westbaugotici

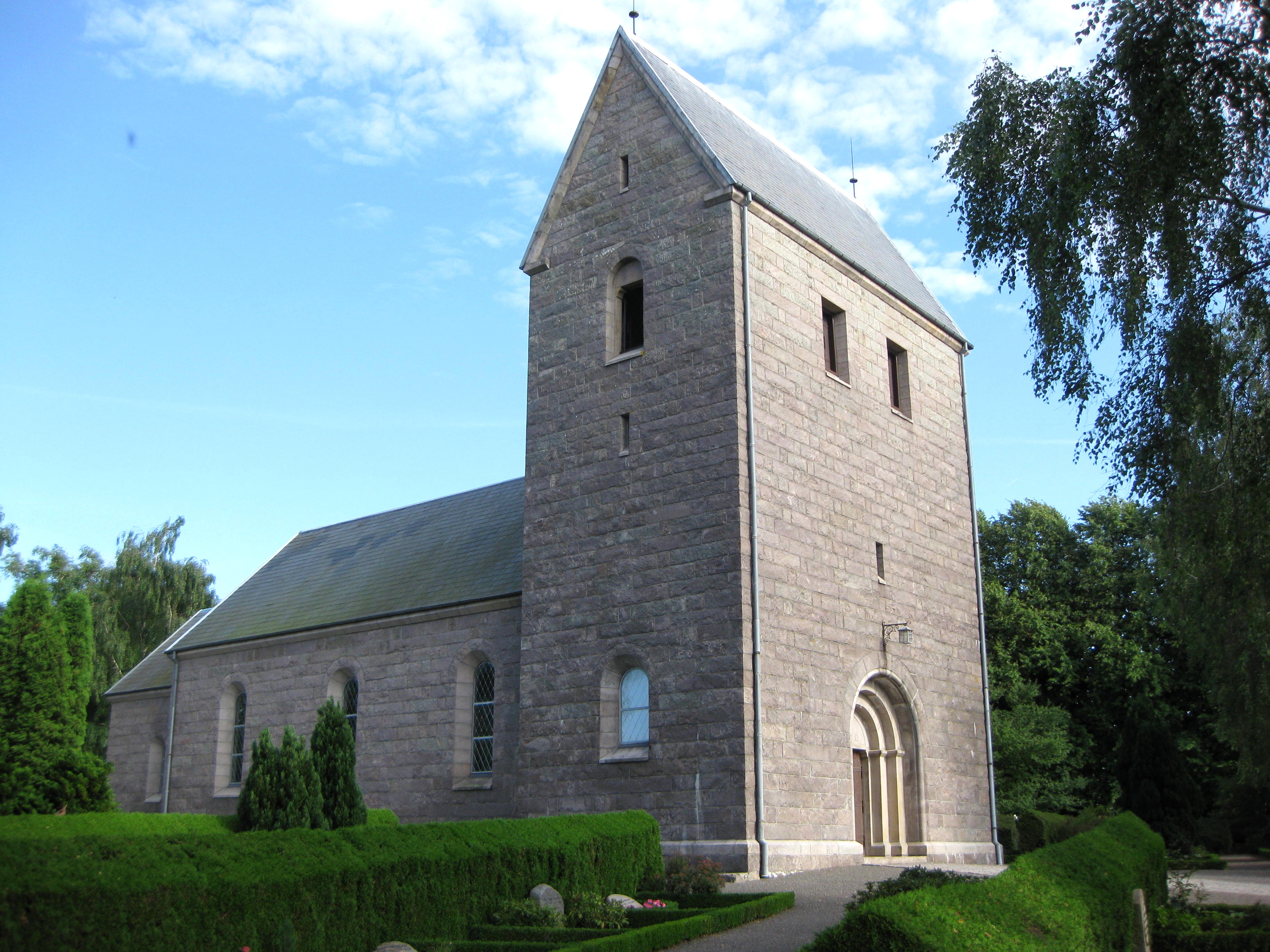
Rø Kirke, Bornholm
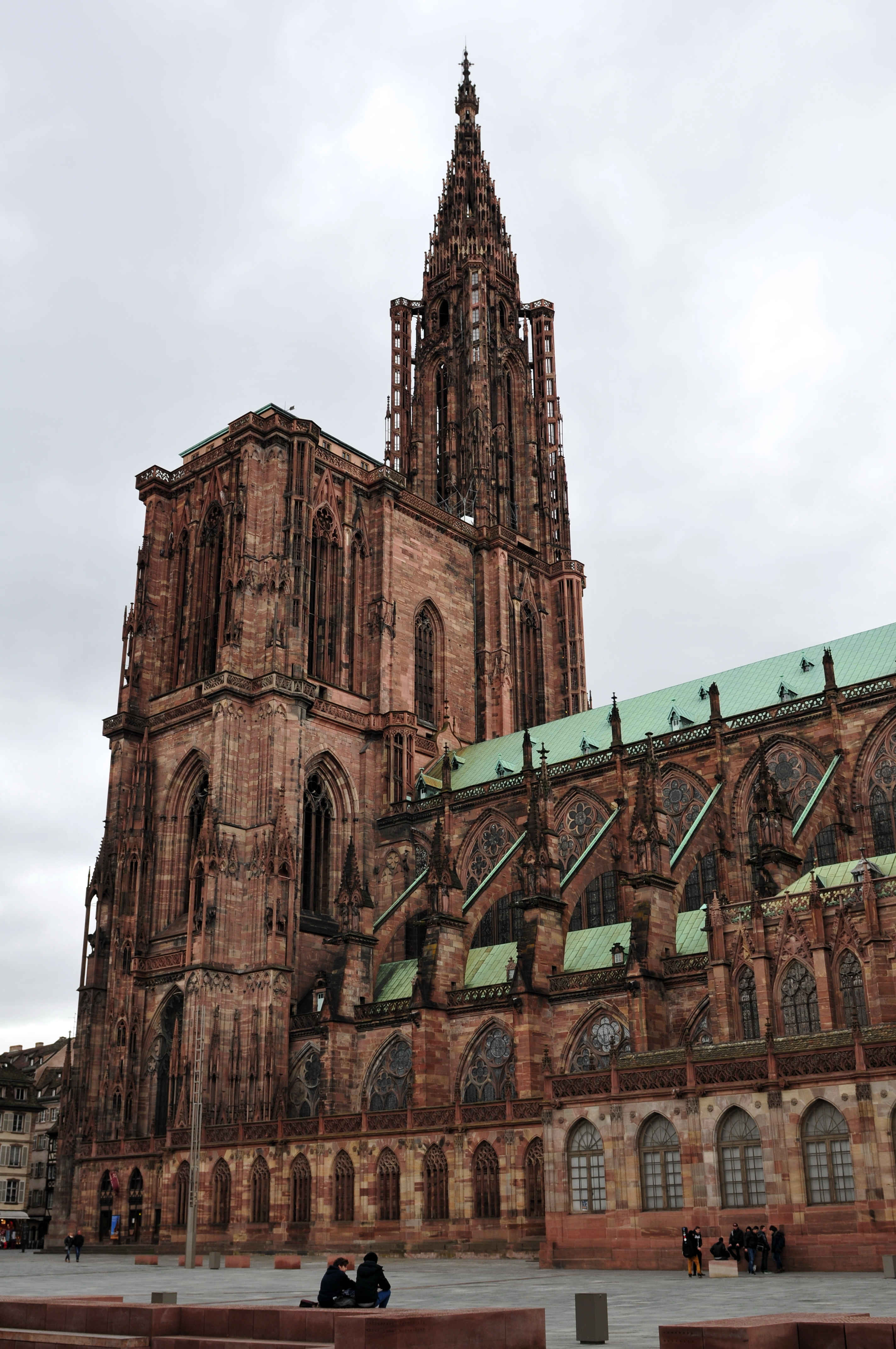
Cattedrale di Strasburgo: facciata incompiuta con i due monconi di torri inferiori collegati a creare un westbau, poi utilizzato per l'impostazione delle torri superiori, di cui solo la nord costruita
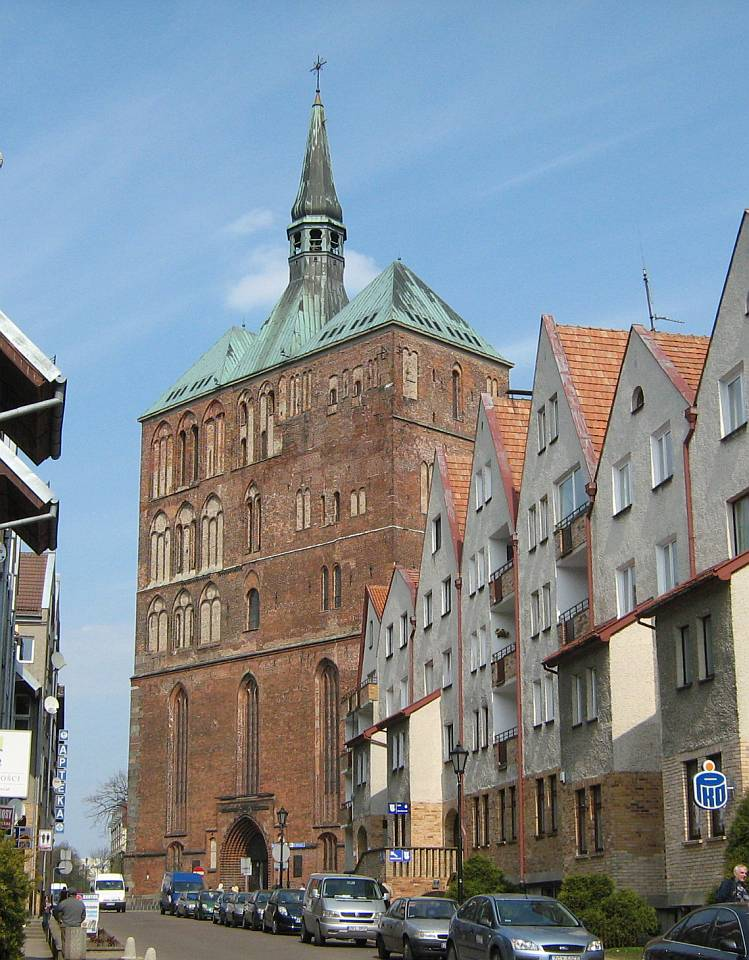
Marienbasilika di Kołobrzeg
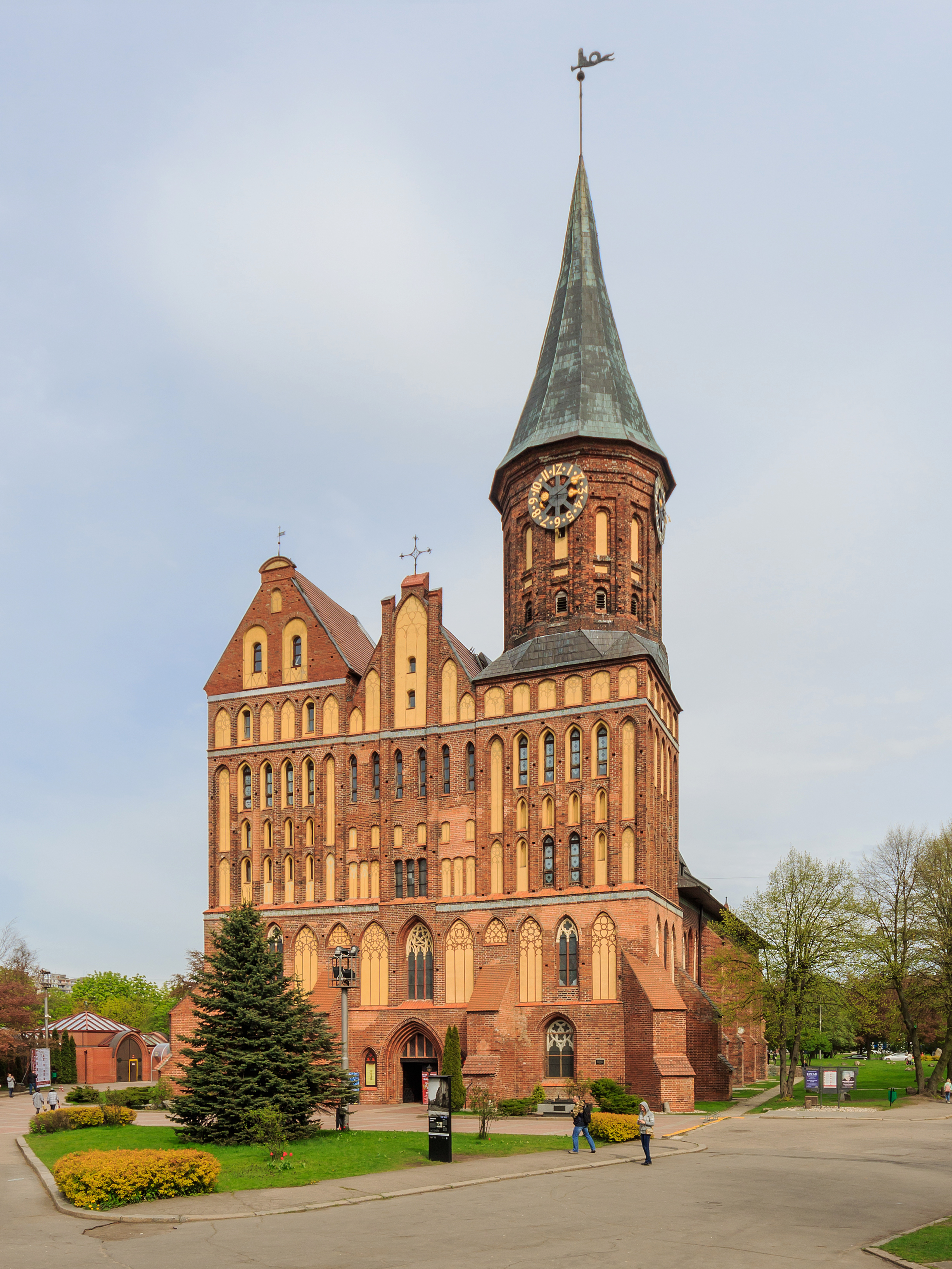
Cattedrale di Königsberg: facciata ovest unificata a ricreare un westbau